# Ermitage Sant'Angelo (Lettomanoppello)
L'ermitage Sant'Angelo (italien : Grotta Sant'Angelo) est un ermitage catholique situé dans la commune de Lettomanoppello, dans la Province de Pescara et la région des Abruzzes, en Italie.